# Buch am Irchel
Pour les articles homonymes, voir Buch.
Buch am Irchel est une commune suisse du canton de Zurich, située dans le district d'Andelfingen.

## Histoire

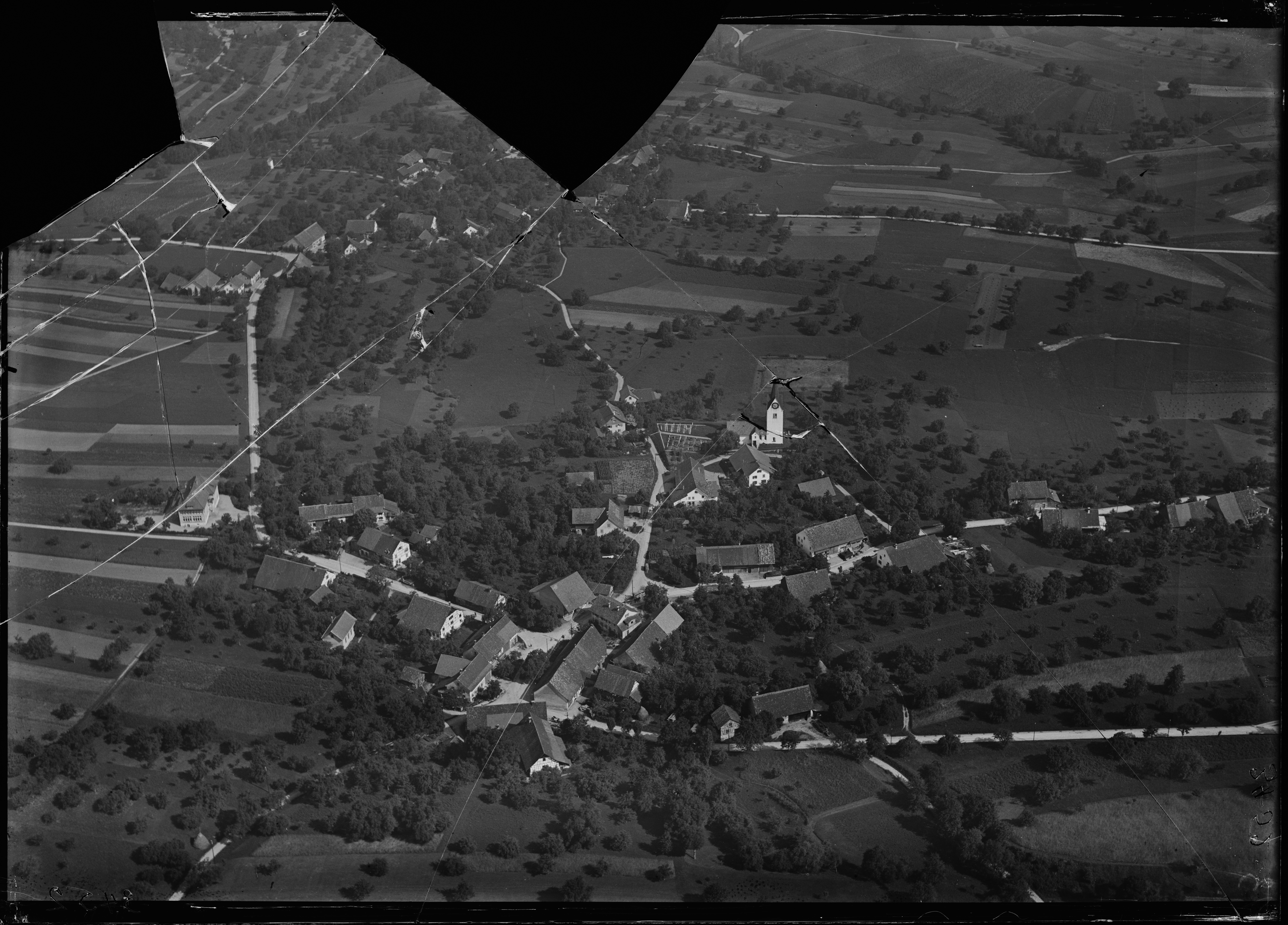
Photo aérienne prise à 300 m par Walter Mittelholzer (1923).

Le hameau Obere Hueb, situé sur le territoire de la commune de Buch am Irchel, sera annexé par la commune de Neftenbach le 1er janvier 2013.